# Kerstin Wohlbold
Kerstin Wohlbold (* 11. Januar 1984 in Friedrichshafen) ist eine deutsche ehemalige Handballspielerin.
Bereits mit vier Jahren begann sie das Handballspielen beim FC Kluftern, bei dem sie zehn Jahre lang spielte. Danach wechselte sie zum TSV Fischbach, wo sie bis 2000 blieb. Für zwei Jahre spielte die 1,70 m große Rückraumspielerin anschließend beim österreichischen Nationalliga-A Club SSV Dornbirn-Schoren, mit dem sie in der Saison 2001/02 den 4. Platz erreichte und zweimal am Europacup teilnahm. 2002 kehrte sie nach Deutschland zurück und schloss sich dem Zweitligisten SV Allensbach an. Dort wurde die Studentin für das Grund- und Hauptschullehramt in der Saison 2005/06 Torschützenkönigin der 2. Handball-Bundesliga.
Ab der Saison 2006/07 stand Wohlbold beim Bundesligisten 1. FC Nürnberg unter Vertrag, mit dem sie gleich in ihrer ersten Saison Deutscher Meister wurde. Ein Jahr später verteidigte sie mit den Nürnbergern den Meistertitel. Zur Spielzeit 2009/10 wechselte sie zum Erstligisten ProVital Blomberg-Lippe. Seit der Saison 2010/11 spielt sie beim Erstligisten Thüringer HC. Mit dem THC gewann sie 2011, 2012, 2013, 2014, 2015, 2016 und 2018 die Meisterschaft sowie 2011 und 2013 den DHB-Pokal. Ab März 2018 pausierte sie schwangerschaftsbedingt. Nach der Saison 2018/19 beendete sie ihre Karriere und wurde zur Ehrenspielführerin ernannt.
Wohlbold absolvierte 81 Spiele für die deutsche Nationalmannschaft, ihr Länderspieldebüt hatte sie am 21. April 2011 in Völklingen gegen Spanien. Sie stand im Aufgebot der deutschen Nationalmannschaft bei der Handball-Weltmeisterschaft der Frauen 2011 in Brasilien. Wohlbold gehörte ebenfalls bei der Weltmeisterschaft 2013 dem deutschen Aufgebot an, jedoch zog sie sich kurz vor dem Turnierbeginn eine schwere Knieverletzung zu, die eine Teilnahme verhinderte. Nachdem Wohlbold an der Weltmeisterschaft 2017 teilgenommen hatte, beendete sie ihre Länderspielkarriere.

## Sonstiges
Kerstin Wohlbold ist Grundschullehrerin, verheiratet und Mutter.